# 洛根維爾 (加利福尼亞州)
洛根維爾（英語：Loganville）是位於美國加利福尼亞州謝拉縣的一個非建制地區。該地的面積和人口皆未知。

## 地理
洛根維爾的座標為39°34′05″N 120°40′02″W / 39.56806°N 120.66722°W，而該地的平均海拔高度為1210米（即3980英尺）。